# Baita Omegna
Il rifugio Gran Baita CAI Omegna, più semplicemente chiamato Baita CAI, Baita Omegna o Gran Baita di proprietà della sezione CAI di Omegna è uno dei 6 moderni ristoranti , posti appena sotto la vetta del monte Mottarone.

## Storia
Il rifugio venne inaugurato nel 1946, in sostituzione di un precedente ricovero aperto l'anno precedente presso l'Alpe Omo. Il rifugio doveva incentivare le salite alpinistiche e sci-alpinistiche degli omegnesi, al Mottarone. Con lo sviluppo turistico della vetta del Mottarone, il rifugio divenne meta del turismo di massa, che raggiungeva la località in auto o con la ferrovia a cremagliera. In particolare in inverno, la diffusione della pratica dello sci fece del Mottarone sempre più una montagna di massa. Nel 1970, proprio a fianco del rifugio venne aperta una nuova sciovia a piattello, realizzata dalla ditta Marchisio di Torino, denominata appunto Baita Omegna. Il nuovo impianto di risalita consentiva un ampliamento del comprensorio sciistico e poneva la Baita Omegna direttamente sulle piste. Nel 1988 la sciovia venne sostituita da un nuovissimo skilift Leitner, con tracciato poco più lungo del precedente.
A partire dal 2009 il rifugio è punto di partenza e arrivo della "Mottarone Moon Ski Alp", gara internazionale di sci-alpinismo in notturna, organizzata dal CAI di Omegna.

## Caratteristiche e informazioni
Il rifugio si trova in posizione panoramica, verso la catena alpina (in particolare il Monte Rosa) ed il sottostante Lago d'Orta. La struttura è aperta tutto l'anno e funziona come ristorante e alberghetto.